# A-7 (航空機・アメリカ)
A-7 コルセアII
アメリカ海軍のA-7E
- 用途：攻撃機
- 分類：艦上攻撃機
- 製造者：LTV（リング-テムコ-ヴォート）
- 運用者：
  -  アメリカ合衆国（アメリカ海軍、アメリカ空軍）
  -  ポルトガル（ポルトガル空軍）
  -  タイ（タイ海軍）
- 初飛行：1965年9月27日
- 生産数：1,569機[1]
- 運用開始：1966年10月14日
- 退役：1991年（アメリカ空軍）
- 運用状況：退役
- ユニットコスト：286万USドル

A-7は、アメリカ合衆国のLTVによって開発された艦上攻撃機である。
愛称はコルセアII (Corsair II)。ただし、米海軍の制式航空機で、かつヴォート開発の『コルセア』としては、O2U、F4Uに続いて3代目となる。

## 開発
1962年にアメリカ海軍はA-4 スカイホーク艦上攻撃機の後継機計画として、超音速攻撃機の導入を検討していたが、超音速攻撃機は価格高騰が予想されることから既存の戦闘機や攻撃機の評価を基に次期艦載攻撃機についての検討を重ねることとなった。この結果、1963年5月29日に「海軍軽攻撃機（VAL）計画」としての提案要求がまとめられ、各航空機メーカーに提示された。
このVAL計画では、超音速性能は求められず、核兵器搭載能力も必要とされなかった。その代わりにA-4の2倍の兵装搭載能力を有し、全天候の兵装投下能力と航空母艦から発艦して沿岸から最大で520～610kmの内陸部まで進出でき、地上部隊を支援することが主任務とされた。加えて、1967年に初期作戦能力（IOC）の獲得と機体価格を低く抑えることが求められた。この要求に対し、LTV、ダグラス、ノースアメリカン、グラマンからそれぞれF-8 クルセイダー艦上戦闘機の胴体短縮型V-461、A-4の発展型A4D-6、FJ-4 フューリーの発展型、A-6 イントルーダー艦上攻撃機の簡略化型が提案された。
比較検討の結果、1964年2月11日にLTV案が採用され、同年3月19日には試作機3機が発注された。LTV社のV-461は、F-8をベースにして胴体を短縮し、機体構成はF-8に酷似した高翼機となったが、亜音速機であるため主翼の前縁後退角が減少し、アスペクト比も大きくなっており、翼厚が厚くなったほか、内部燃料タンクも増設された。また、主翼取り付け角可変機構が撤去されて簡略化が図られているが、代わりに後縁フラップなどの高揚力装置が強化されている。エンジンにはF-111 アードバーグ用に開発されたP&W製TF30ターボファンエンジンからアフターバーナーを省略したTF30-P-6を採用している。
アメリカ海軍はV-461にA-7A コルセアIIの名称を与え、初号機は1965年9月27日に初飛行し、アメリカ海軍へは1966年10月から部隊配備が始められた。ただ、A-7Aは前脚の直前に巨大なエアインテークがあることから、空母からのカタパルト射出時に蒸気を吸い込んでコンプレッサー・ストール（サージング）に陥りやすいという問題があった。この問題を解決するには離陸重量を下げ、エンジン推力を落として発艦するしかなかったが、根本的な解決方法はエンジン換装しかなく、エンジンを設計変更して推力を向上させたTF30-P-8エンジンに換装したA-7Bが開発されている。
なお、アメリカ空軍ではF-100D スーパーセイバーの後継機となる戦術戦闘機として、アメリカ海軍のVAL計画に着目してA-7の採用を決定した。アメリカ空軍向けの機体はA-7Dと呼ばれ、初号機は1968年4月6日に初飛行している。アメリカ空軍へのA-7Dの引き渡しは1969年5月15日から開始され、最初の16機は空中給油機材が海軍式のプローブとなっていたが、量産17号機からは空軍式の空中給油リセプタクルになっている。

## 概要
F-8 クルセイダー戦闘機を基にした結果、単発エンジン、高翼配置の主翼、機首下のインテイクなどの基本配置は同じである。ただしF-8は超音速戦闘機であったのに対してA-7は亜音速攻撃機であり、またF-8の問題点に対して改良・改善されている点も多いため、随所に差が出ている。例えば、主翼の後退角は35度まで減少している。また、胴体側面にもハードポイントを持ち、胴体下面に大型のダイブブレーキを装備している。降着装置はF-8のものをそのまま採用している。これは更にLTV社が製造に協力したS-3にも引き継がれている。なお、A-4は戦闘機並みの運動性能を持っていたがA-7には要求されなかった。
アメリカ海軍のほか、ギリシャ空軍、ポルトガル空軍で採用された。また、現在でも中古機を購入したタイ王国海軍が陸上基地より運用している。
一方、海軍における高性能ぶりに目をつけたアメリカ空軍においても、近接航空支援（CAS）用に採用された。この近接航空支援というのは、味方陸軍の地上部隊を支援し、敵陸軍地上部隊を攻撃するというものである。最初は超音速戦闘機（F-100）を充てたが、超音速性能はこの任務には全く不要であり、むしろ低速での運動性の方が重要とされたため、本機に白羽の矢が立ったのである。空軍ではコルセア（海賊）という名が嫌われたせいか、SLUF（Short Little Ugly Feller、「チビで不細工な奴」）なる愛称が使用されている。なお、中古機を運用しているタイ海軍はA-7を海賊の撃退にも当らせている。ちなみに空軍における近接航空支援向けの機体としては、後にA-10が新規開発されて本機の後継機となった。なおA-10は特定用途に偏重した性能が逆に問題となり、後に後継機候補として前任機（つまり本機）の改良型A-7Fが開発されるという、先祖がえりのような出来事もあった。しかしながらA-7Fは、既に空軍に採用されていたF-16向けにCAS任務対応の兵装が開発されたことや、部隊編成の見直しから、同じく後継機候補だったA-16（F-16ベースの近接航空支援用攻撃機）と共に不採用に終わっている。

## ブレーキ問題
A-7のランディングギアのブレーキはグッドリッチが開発を担当したが難航。データを不正に改竄して空軍に提出した。しかしこれを開発責任者が弁護士、担当技術者と共にFBIに告発したため、空軍はブレーキの受け取りを拒否した。これは内部告発の好例としてアメリカの技術倫理の講義で頻繁に用いられている。

## 運用
アメリカ軍
海軍向けのA-7A、A-7Eと空軍向けのA-7Dがベトナム戦争に投入された。1986年には、エルドラド・キャニオン作戦によるリビア爆撃にも用いられた。1989年のパナマ侵攻や1991年の湾岸戦争にも用いられている。その後、アメリカ海軍では1991年に、空軍でも1993年に退役している。
東南アジア
A-7Aの実戦投入は1967年の空母「レンジャー」搭載VA-147が最初である。12月4日より戦闘出撃を開始した。運用成績は良好であり、VA-147の1,400ソーティ中損失は1機のみであった。その後、1969年にはA-7Bが、1971年にはA-7Eが実戦投入されている。海軍機の初めての損失日は1967年12月22日であり、海軍全体ではベトナム戦争で数十機が失われている。空軍のA-7Dは1972年から投入され、ベトナムのほか、カンボジア攻撃にも用いられている。空軍の機体は12,928回の戦闘出撃をこなし、6機の損失に留まった。
グレナダ
1983年のグレナダ侵攻において、空母「インディペンデンス」搭載VA-15およびVA-87のA-7Eが投入された。
レバノン
1983年のレバノンにおいて、進駐しているアメリカ軍の行動を援護している。なお、1機がシリア軍の地対空ミサイルで撃墜された。この撃墜により亜音速のため動きの鈍重なこの機体が地対空ミサイルおよび対空砲火に対して脆弱であることが示され問題となる。これを契機にF/A-18への交代機運が高まり後述する湾岸戦争を最後に退役することになる。
リビア
1986年のリビア爆撃において空母「アメリカ」搭載VA-46およびVA-72のA-7Eが投入された。
アーネスト・ウィル作戦・プレイング・マンティス作戦
1980年代のイラン・イラク戦争中に中東に展開した空母よりアーネスト・ウィル作戦およびプレイング・マンティス作戦の支援を行っている。
パナマ侵攻
オハイオ空軍州兵の部隊がパナマに展開し、アメリカ軍のパナマ侵攻を支援した。
湾岸戦争
空母ジョン・F・ケネディ搭載VA-46およびVA-72のA-7Eが紅海より発進し、イラク攻撃に参加している。

## 各型

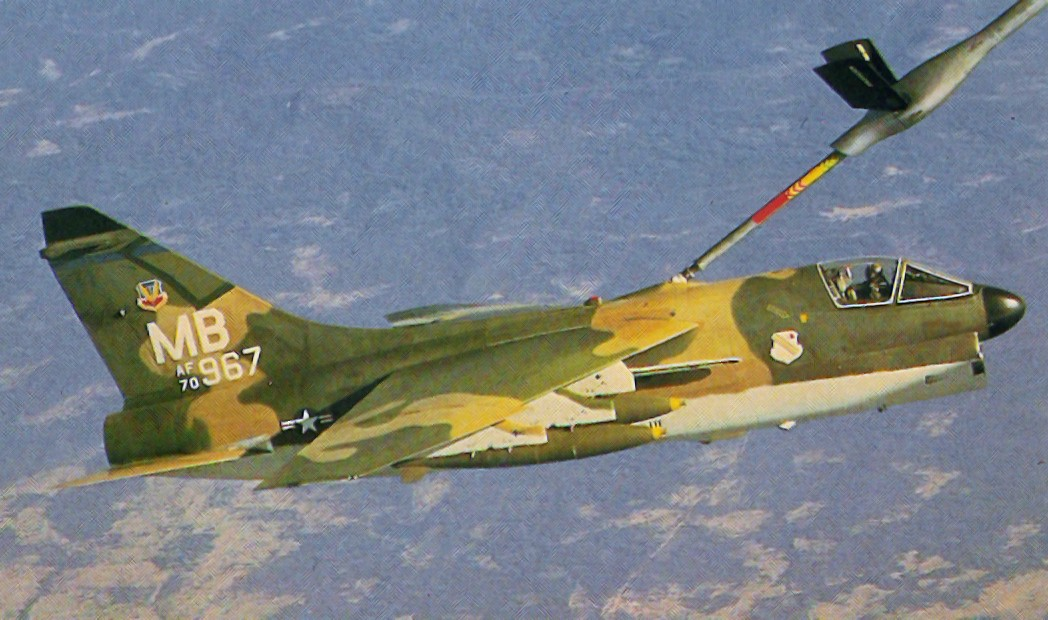
空中給油を受ける、米空軍型のA-7D。胴体背面部に給油リセクタプルを持つ代わりに、前部胴体右舷部の受油プローブが無くなっている。

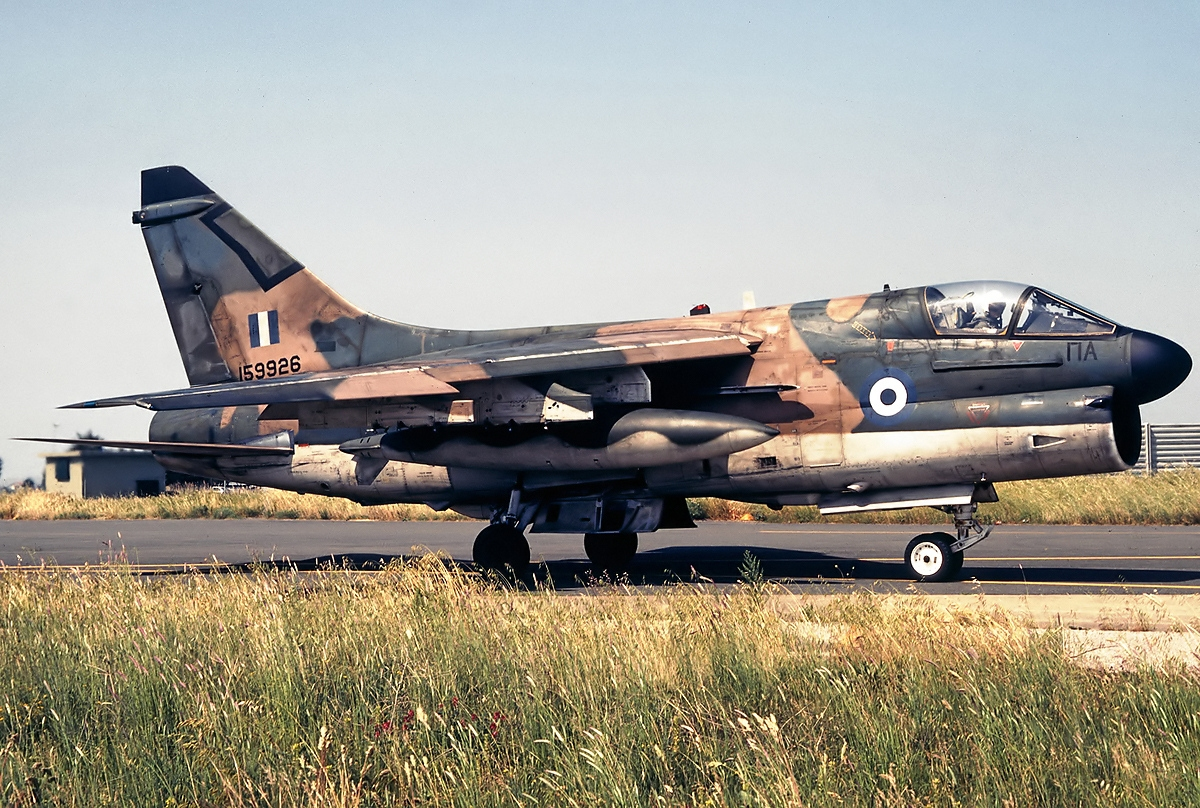
ギリシャ空軍のA-7H。前部胴体右側面の空中受油プローブを外し、プローブがあった部分を板で覆っている。

A-7A
初期生産型。TF30-P-6エンジン搭載。アメリカ海軍向け。199機製造。うち開発原型機3機。
A-7B
エンジンをTF30-P-8に換装。アメリカ海軍向け。196機製造。
A-7C
E型向けのTF41エンジンの製造が間に合わないためにTF30エンジンを搭載した型。装備はE型に同じ。67機製造。
TA-7C
アメリカ海軍向けの複座練習機型。A型・B型より65機改修。
A-7D
アメリカ空軍向け。電子装置の換装。機関砲をM61A1に換装。空中給油装置の空軍式（フライングブーム方式）への変更。主翼折りたたみ装置の簡易化。TF41エンジン、HUD（ヘッドアップディスプレイ）を搭載。459機製造。
A-7E
D型を参考にしたアメリカ海軍向けの機体。TF41エンジンの搭載、電子装置の換装。機関砲をB型までのコルト Mk12 20mm機関砲×2門からM61A1に換装。アメリカ海軍機として、初のHUDの搭載。535機製造。1968年11月初飛行。
YA-7F
アメリカ空軍向け。エンジンをP&W F100に換装、夜間攻撃能力の強化。試作機2機のみ。1989年11月初飛行。
A-7G
スイス空軍向け。1972年に提案されたが不採用。計画のみ。
A-7H
ギリシャ空軍向け。E型と同等だが、空中給油を受ける機能を排除。60機製造。1975年5月初飛行。
TA-7H
ギリシャ空軍向け。複座練習機。5機製造。
YA-7H
複座型練習機。E型を改修。アメリカ海軍向け。1機のみ。
A-7K
アメリカ空軍州兵向け。複座練習機。30機製造。1981年より部隊配備。
A-7P
ポルトガル空軍向け。アメリカ海軍所有のA型をE型相当に改修。機関砲はA型と同様のコルト Mk12 20mm機関砲×2門

## 採用国

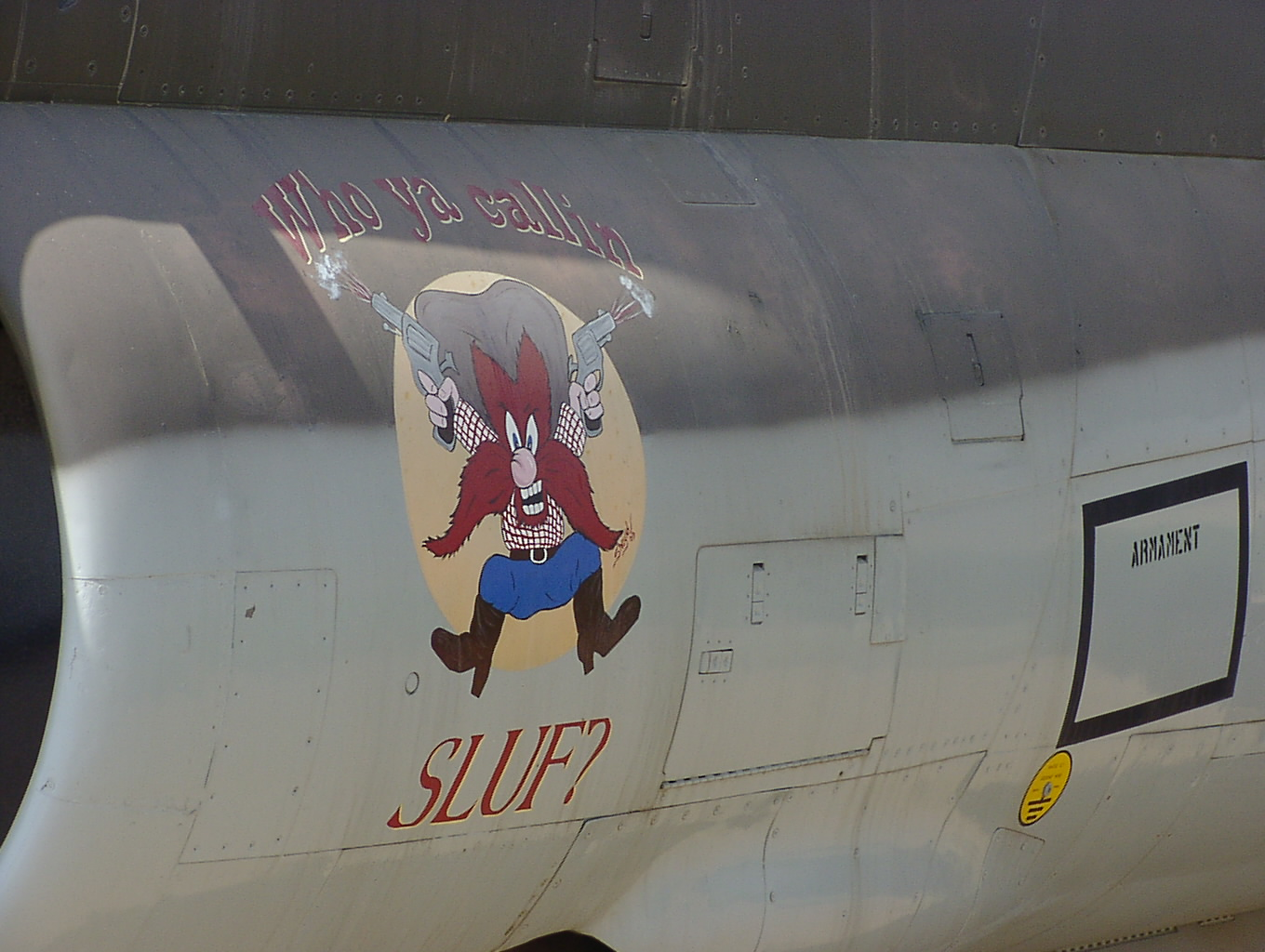
米空軍型のA-7Dのエアインテークベーンに描かれる、ノーズアート”誰だ? チビの醜いフェラーと呼んだのは!”と書いてある。

前任のA-4スカイホークが9か国で採用されたのに対し、A-7の海外輸出はギリシャ、ポルトガル、タイの3か国にとどまり、新造機に至ってはギリシャのみが導入した。また、アメリカでも海兵隊航空団はA-7を導入せず、代わりにA-4Mを導入している。
 アメリカ合衆国
アメリカ海軍
アメリカ空軍
空軍州兵
空軍システム軍団
 タイ
タイ海軍
 ポルトガル
ポルトガル空軍

### ギリシャ
概要
ギリシャ空軍は、1975年に60機のA-7Hと5機のTA-7Hを発注し、ラリッサ基地に駐屯する1個飛行隊と、クレタ島のソウダ基地に駐屯する2個飛行隊に配備した。これはアメリカ国外にA-7の新造機が輸出された唯一の例である。
さらに1993年にはアメリカ海軍の中古機である47機のA-7Eと19機のTA-7Cを導入し、アラクソス空軍基地の2個飛行隊にF-104Gの後継として配備した。
2002年にはソウダ基地の部隊はF-16に機種転換し、ギリシャ空軍のA-7はすべてアラクソス空軍基地の2個飛行隊に集約されたが、2014年10月31日をもって完全に退役した。
配備部隊
| 航空団章                  | 航空団                                | 基地                        | 飛行隊                    | 配備年 | 前任機   | 派生型                                              | 退役年 | 後継機  | 出展  |
| ------------------------- | ------------------------------------- | --------------------------- | ------------------------- | ------ | -------- | --------------------------------------------------- | ------ | ------- | ----- |
| n/a                       | 第110戦闘航空団 （110 Πτέρυγα Μάχης） | ラリッサ空軍基地            | 第347飛行隊 （347 Μοίρα） | 1977年 | 新規編成 | A-7H/TA-7H                                          | 1997年 | F-16C/D | [ 3 ] |
| n/a                       | 第115戦闘航空団 （115 Πτέρυγα Μάχης） | ソウダ空軍基地 （クレタ島） | 第340飛行隊 （340 Μοίρα） | 1975年 | F-84F    | A-7H/TA-7H                                          | 2001年 | F-16C/D | [ 4 ] |
| n/a                       | 第115戦闘航空団 （115 Πτέρυγα Μάχης） | ソウダ空軍基地 （クレタ島） | 第345飛行隊 （345 Μοίρα） | 1975年 | F-84F    | A-7H/TA-7H                                          | 2002年 | 解隊    | [ 4 ] |
|                           | 第116戦闘航空団 （116 Πτέρυγα Μάχης） | アラクソス空軍基地          | 第335飛行隊 （335 Μοίρα） | 1993年 | F-104G   | A-7E/TA-7C （旧米海軍機） A-7H/TA-7H （2002年以降） | 2014年 | F-16C/D | [ 5 ] |
| 第336飛行隊 （336 Μοίρα） | 第116戦闘航空団 （116 Πτέρυγα Μάχης） | アラクソス空軍基地          |                           | 1993年 | F-104G   | A-7E/TA-7C （旧米海軍機） A-7H/TA-7H （2002年以降） | 2014年 | F-16C/D | [ 5 ] |

## スペック（A-7D）
出典: Aerospaceweb.org, Global Aircraft, Military Analysis Network.
諸元
- 乗員: 1名
- 全長: 14.06 m （46 ft 1.5 in）
- 全高: 4.88 m （16 ft 0.75 in）
- 翼幅: 11.80 m（38 ft 9 in）
- 翼面積: 34.8 m2 （375 ft2）
- 翼型: NACA 65A007 (root and tip)
- 空虚重量: 9,033 kg （19,915 lb）
- 運用時重量: 13,200 kg （29,040 lb）
- 最大離陸重量: 19,050 kg （42,000 lb）
- 動力: アリソン TF41 ターボファンエンジン、64.5 kN, 6,577 kg （14,500 lbf）  × 1

性能
- 超過禁止速度: km/h=M （kt）
- 最大速度: 1,123 km/h=M0.92 （606 kt） （海面上）
- 巡航速度: 860 km/h=M0.70 （465 kt）
- 航続距離: 4,600 km （2,485 nm） （300 USガロン外部燃料タンク × 4 搭載時）
- 実用上昇限度: 12,800 m （42,000 ft）
- 上昇率: 76 m/s （15,000 ft/min）
- 翼面荷重: 379 kg/m2 （77.4 lb/ft2）
- 推力重量比: 0.50

武装
- * 固定武装： M61A1 20mm機関砲 1門（1,030 発）
- ミサイル：
  - AIM-9 サイドワインダー 空対空ミサイル × 2発
  - AGM-45 シュライク 対レーダーミサイル × 2発
  - AGM-62 ウォールアイ × 2発
  - AGM-65 マーベリック 空対地ミサイル × 2発
  - AGM-88 HARM 対レーダーミサイル × 2発
- ロケット：
  - 127mmズーニーロケット弾4発内蔵LAU-10ロケット弾ポッド × 4基
- 爆弾：
  - Mk 82 500 lb（230 kg）通常爆弾 × 30発
  - ペイブウェイ レーザー誘導爆弾
  - GBU-8 HOBOS電磁式誘導滑空爆弾× 2発
  - GBU-15 TV誘導/赤外線誘導爆弾
  - B28、B43、B57、B61、B83 核爆弾 × 1発

## 登場作品

### 映画
『ファイナル・カウントダウン』
第二次世界大戦時にタイムスリップしたニミッツ級航空母艦「ニミッツ」の艦載機として登場。そのうちの1機が機体の故障によりバリケード着艦を行うほか、クライマックスでは1個編隊が爆弾などを搭載して、日本海軍の第一航空艦隊を攻撃するため出撃する。

### ゲーム
『Wargame Red Dragon』
NATO陣営のアメリカ軍デッキで使用可能な航空機としてA-7Eが登場する。
『バトルフィールド ベトナム』
アメリカ海兵隊の攻撃機として登場する。
『フィクショナル・トルーパーズ』
メカール共和国軍のランク2として選択可能。